# 米克·彭達斯
米克·路易斯·彭達斯（荷蘭語：Mike Louis Penders；2005年7月31日—）是一名比利時職業足球員，司職守門員，現被英超球會車路士外借到效力法甲球會斯特拉斯堡。

## 球會生涯

### 亨克
彭達斯在2018年加入亨克的青訓學院。2021年4月，彭達斯與球會簽下他的首份職業合約。2022年5月25日，他與球會續約至2025年。
在2022–23賽季，彭達斯獲提升至球會的B隊，並在2022年8月14日比利時挑戰者職業聯賽的首場比賽對陣利亞斯的4–1勝仗中先發上場。之後彭達斯代表球會上場8次，但在球季餘下比賽被托貝·莱森取代了位置。
2023年8月23日，他與球會續約至2028年。他在接下來的2023–24賽季成為亨克B隊的隊長。
2024年7月28日，彭達斯在對陣標準列治的比利時職業聯賽賽事中首次代表球會一隊，並成功保持清白之身，球隊以0–0賽和對手。他以18歲又363日之齡成為聯賽史上第三年輕上陣的守門員。

### 車路士
2024年8月27日，英超球會車路士宣布簽入彭達斯，他將在2024–25賽季回到亨克，並在2025年夏天正式加盟。在亨克的他由於在盃賽表現出色，以及球隊的第一門將亨德里克·范克羅姆布格狀態下滑，使他在2025年奪得正選位置。

## 國家隊生涯
彭達斯曾效力比利時各級青年國家隊。他在2023年開始擔任比利時U19隊長。

## 生涯統計

### 球會
最後更新：2025年5月3日
| 效力球會 | 球季     | 聯賽                 | 聯賽 | 聯賽 | 國家盃賽 | 國家盃賽 | 聯賽盃賽 | 聯賽盃賽 | 歐洲賽 | 歐洲賽 | 其他 | 其他 | 總計 | 總計 |
| 效力球會 | 球季     | 聯賽                 | 上陣 | 入球 | 上陣     | 入球     | 上陣     | 入球     | 上陣   | 入球   | 上陣 | 入球 | 上陣 | 入球 |
| -------- | -------- | -------------------- | ---- | ---- | -------- | -------- | -------- | -------- | ------ | ------ | ---- | ---- | ---- | ---- |
| 亨克B隊  | 2022–23  | 比利時挑戰者職業聯賽 | 9    | 0    | —        | —        | —        | —        | —      | —      | —    | —    | 9    | 0    |
| 亨克B隊  | 2023–24  | 比利時挑戰者職業聯賽 | 25   | 0    | —        | —        | —        | —        | —      | —      | —    | —    | 25   | 0    |
| 亨克B隊  | 2024–25  | 比利時挑戰者職業聯賽 | 5    | 0    | —        | —        | —        | —        | —      | —      | —    | —    | 5    | 0    |
| 亨克B隊  | 總計     | 總計                 | 39   | 0    | —        | —        | —        | —        | —      | —      | —    | —    | 39   | 0    |
| 亨克     | 2024–25  | 比利時職業聯賽       | 18   | 0    | 4        | 0        | —        | —        | —      | —      | —    | —    | 22   | 0    |
| 生涯統計 | 生涯統計 | 生涯統計             | 57   | 0    | 4        | 0        | 0        | 0        | 0      | 0      | 0    | 0    | 61   | 0    |

## 外部連結
- Soccerway資料庫：米克·彭達斯
- 皇家比利時足球總會上的球員檔案